# Плејтоу (Мисури)
Плејтоу (енгл. Plato) град је у америчкој савезној држави Мисури.

## Демографија
По попису из 2010. године број становника је 109.
| Група             | 2000.    | 2010.       |
| Белци             | 0 (0,0%) | 100 (91,7%) |
| Афроамериканци    | 0 (0,0%) | 2 (1,8%)    |
| Азијати           | 0 (0,0%) | 0 (0,0%)    |
| Хиспаноамериканци | 0 (0,0%) | 5 (4,6%)    |
| Укупно            | 0        | 109         |